# Adoptianismus
Der Adoptianismus bezeichnet eine christologische Lehre, nach der Jesus Christus nicht wesenhaft Gott, sondern nur ein zum Gottessohn adoptierter Mensch gewesen sei.

## Adoptianismus in vornizänischer Zeit
Im zweiten Jahrhundert versuchten Heidenchristen wie Theodotus der Gerber, im christlichen Glauben den Monotheismus aus griechisch-philosophischer Perspektive dadurch festzuhalten, dass sie es ablehnten, Jesus Christus als Gott zu bekennen. Der Mensch Jesus von Nazareth sei vielmehr aufgrund seiner Gottesfurcht bei der Taufe im Jordan zum Sohn Gottes adoptiert worden. Dabei habe ihn Gott mit der Kraft seines Geistes ausgestattet, wobei dieser Geist nicht wie in der späteren Trinitätslehre im Sinne einer eigenen Hypostase Gottes verstanden wird. Eine ähnliche Position vertrat im dritten Jahrhundert Paul von Samosata, mit dem Unterschied, dass er die Adoption nicht bei der Taufe, sondern bei der jungfräulichen Empfängnis Jesu als gegeben sah. Paul von Samosata legte besonderen Wert auf die Alleinherrschaft (Monarchie) Gottes, die dadurch gewahrt werden sollte, dass Jesus Christus nicht als eigenständige göttliche Person, sondern als Träger der Kraft (griech. δύναμις, dýnamis) Gottes angesehen wurde. Aus diesem Grund nennt man die Lehre des Paul von Samosata auch dynamischen oder dynamistischen Monarchianismus. Durch das auf dem ersten Ökumenischen Konzil formulierte Bekenntnis von Nizäa, das lehrt, Jesus Christus sei „wahrer Gott aus wahrem Gott“, sind adoptianistische Positionen als häretisch verurteilt.

## Adoptianistische Positionen im Mittelalter
Der spanische Adoptianismus wurde von dem Metropoliten Elipandus von Toledo († nach 800) vorgebracht, ursprünglich um die Menschheit Jesu, wie sie das Konzil von Chalcedon (451) neben seiner Göttlichkeit bekundet, zu verteidigen. Die adoptianische Lehre, dass Christus im Hinblick auf seine Menschheit „filius adoptivus“ und im Hinblick auf seine Gottheit „filius proprius“ sei, spricht betont von zwei Naturen Jesu Christi. Diese Aussage widerspricht jedoch dem chalcedonensisch-christologischen Bekenntnis der einen Person Jesus Christus in hypostatischer Union. Ferner darf bei der Betrachtung des frühmittelalterlichen Adoptianismus nicht die römisch-karolingische Überbetonung des Göttlichen in Christus außer Acht gelassen werden, für die die damalige Theologie stand. Diese Gründe gaben Anlass zur Synode von Regensburg 792, sie waren einer der Anlässe für die Synode von Frankfurt 794 und gaben den Anstoß für die Synode von Aachen 799, die jeweils den Adoptianismus als Häresie verurteilten. Die im 12. Jahrhundert von Petrus Abaelardus begründete und von Petrus Lombardus ausgebildete sogenannte Habitustheorie enthält logisch den antiochenischen Adoptionismus, wenn das Gottmenschentum Christi im Bild der Annahme der Menschheit Christi durch den Gottessohn wie ein Kleid durch den Träger beschrieben wird. Im 14. Jahrhundert nehmen Durandus de San Porciano und andere an, dass Christus als Mensch Sohn des Heiligen Geistes durch Adoption genannt werden könne. Wilhelm von Ockham und Gabriel Biel lassen den Ausdruck „filius adoptivus“ zu.